# Eugen Klöpfer
Pour les articles homonymes, voir Klöpfer.
Eugen Klöpfer (né le 10 mars 1886 à Talheim, Royaume de Wurtemberg; mort le 3 mars 1950  à Wiesbaden, Allemagne de l'Ouest) fut un acteur allemand.

## Biographie
Eugen Klöpfer rejoignit le Münchner Volkstheater (Théâtre du Peuple de Munich) en 1909. De 1914 à 1918, il joua à Colmar, Erfurt, Bonn et Francfort-sur-le-Main. Après la Première Guerre mondiale, Eugen Klöpfer partit pour Berlin où il joua de 1920 à 1923 pour le Deutsches Theater, puis pour plusieurs autres scènes en parcourant l'Europe et l'Amérique du Sud. Il participa par exemple en 1927 à la création de Schinderhannes de Carl Zuckmayer et joua dans de nombreux films muets.
Il créera le rôle de Topaze de Marcel Pagnol dès 1927 au théâtre de la Renaissance de Berlin, la pièce en langue allemande portant le nom de Der Grosse A.B.C. avant que celle-ci ne soit produite à Paris au théâtre des Variétés pour la saison d'hiver 1928-1929,,.
Après l'arrivée des Nazis au pouvoir, Eugen Klöpfer fut promu au conseil d'administration de la Chambre du film du Reich et fut désigné Staatsschauspieler (de) (artiste d'état) en 1934 et dirigea le Volksbühne Berlin. À partir de 1935, il coprésida le ministère des Arts et fut membre du conseil d'administration de l'UFA. En 1936, il fut nommé directeur du Theater am Nollendorfplatz et il s'inscrivit en 1937 au parti nazi. En 1940, il joua le rôle de Sturm dans Le Juif Süss. En août 1944, il fut ajouté par Adolf Hitler à la Gottbegnadeten-Liste, la liste des bénis des dieux.
Après 1945, Eugen Klöpfer fut banni et passa deux mois en prison. En 1948, après un procès, il ne fut pas reconnu coupable de complicité dans la mort de Joachim Gottschalk.

## Théâtre
- 1927 : Topaze de Marcel Pagnol, théâtre de la Renaissance de Berlin, Topaze (Première représentation mondiale)

## Filmographie partielle
- 1921 : Die Geierwally d'Ewald André Dupont
- 1921 : Sehnsucht de Friedrich Wilhelm Murnau
- 1921 : Torgus (Verlogene Moral), de Hanns Kobe
- 1921 : Die Ratten de Hanns Kobe
- 1921 : La Terre qui flambe de Friedrich Wilhelm Murnau
- 1922 : Der Graf von Charolais de Karl Grune
- 1923 : L'Expulsion de Friedrich Wilhelm Murnau
- 1923 : Grisou de Karl Grune
- 1923 : La Rue de Karl Grune
- 1928 : Luther – Ein Film der deutschen Reformation d'Hans Kyser
- 1929 : Danseuse de corde de Karl Grune
- 1931 : Der Herzog von Reichstadt de Victor Tourjanski
- 1931 : 1914, fleurs meurtries (1914, die letzten Tage vor dem Weltbrand), de Richard Oswald
- 1933 : Les Fugitifs (Flüchtlinge) de Gustav Ucicky
- 1940 : Le Juif Süss de Veit Harlan
- 1941 : Le Musicien errant (Friedemann Bach) de Traugott Müller
- 1941 : La Ville dorée de Veit Harlan